# Калікреїн
Калікреїн — ендогенний гормон, який проявляє судинорозширювальну дію. Він являє собою серинову протеазу, тобто фермент, який містить амінокислоту серин у своєму активному центрі і здатний розщеплювати білки. Калікреїн перетворює неактивні попередники тканинних гормонів у їх активну форму. Попередниками в цьому випадку є так звані кініногени, активні форми називаються кінінами. 
Каллікрейн зустрічається як залозистий калікреїн у слинних залозах, підшлунковій залозі та нирках. Неактивний попередник прекалікреїну присутній у плазмі крові, який, своєю чергою, протеатично розщеплюється активованим фактором згортання крові XII (фактор Хагемана) і перетворюється в активний калікреїн. Як ендогенний активатор плазміногену він бере участь у фібринолізі. Система калікреїну та кінінів працює аналогічно  ренін-ангіотензин-альдостероновій системі і відіграє роль у регуляції артеріального тиску, гомеостазі електролітів та води, та у запальних процесах. Всього відомо 15 підтипів. Деякі підтипи становлять діагностичний інтерес як пухлинні маркери. 
Каліркрейн виявив хірург Еміль Карл Фрей.  

## Гени
У людини описано 16 генів, які кодують калікреїни:
- Калікреїн B
- KLK1
- KLK2
- KLK3
- KLK4
- KLK5
- KLK6
- KLK7
- KLK8
- KLK9
- KLK10
- KLK11
- KLK12
- KLK13
- KLK14
- KLK15

## Вебпосилання
- MeSH Kallikrein
- Nomenclature Committee of the International Union of Biochemistry and Molecular Biology (NC-IUBMB): Номенклатура ферментів. [Архівовано 5 серпня 2020 у Wayback Machine.] Рекомендації. [Архівовано 5 серпня 2020 у Wayback Machine.]
- ExPASy: Номенклатурна база даних ферментів [Архівовано 28 квітня 2013 у WebCite]